# 王厚宏
王厚宏（1943年1月—），男，安徽宁国人，中华人民共和国政治人物，曾任中共海南省委常委、宣传部部长、秘书长、副书记，海南省人民政府常务副省长，海南省人大常委会副主任。